# Leigh Donovan
Leigh Donovan (Orange, 11 de diciembre de 1991) es una deportista estadounidense que compitió en ciclismo de montaña en la disciplina de descenso. Ganó tres medallas en el Campeonato Mundial de Ciclismo de Montaña entre los años 1995 y 2001.

## Palmarés internacional
| Campeonato Mundial | Campeonato Mundial    | Campeonato Mundial | Campeonato Mundial |
| Año                | Lugar                 | Medalla            | Competición        |
| ------------------ | --------------------- | ------------------ | ------------------ |
| 1995               | Kirchzarten (Austria) | Medalla de oro     | Descenso           |
| 1996               | Cairns (Australia)    | Medalla de plata   | Descenso           |
| 2001               | Vail (Estados Unidos) | Medalla de bronce  | Descenso           |